# Erythrastrea flabellata
Erythrastrea flabellata är en korallart som beskrevs av Pichon, Scheer och Pillai 1983. Erythrastrea flabellata ingår i släktet Erythrastrea och familjen Faviidae. IUCN kategoriserar arten globalt som nära hotad.
Artens utbredningsområde är Röda havet. Inga underarter finns listade i Catalogue of Life.